# Azucena Maizani

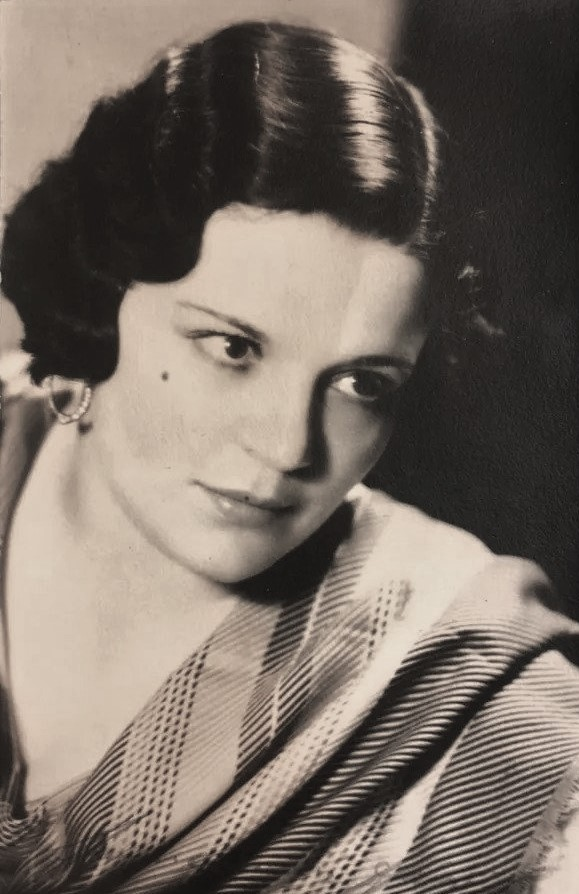
Azucena Maizani, um 1940

Azucena Josefa Maizani, auch bekannt als Ñata Gaucha und Azabache, (* 17. November 1902 in Buenos Aires; † 15. Januar 1970 in Buenos Aires) war eine argentinische Tangosängerin, Komponistin und Schauspielerin. Sie wurde 1920 von Francisco Canaro entdeckt und entwickelte sich zu einem internationalen Star. Horacio Salas bezeichnet sie als „die wichtigste Tangosängerin“ der 1920er Jahre. Ihre häufigen Auftritte auf der Bühne und im Radio machten sie zum weiblichen Pendant von Carlos Gardel. Viele Jahre lang trat sie in Männer- oder Criollo-Gaucho-Kleidung auf, weshalb ihr Libertad Lamarque 1935 den Spitznamen „Funny-face Cowgirl“ gab.

## Frühe Jahre
Bis zu ihrem fünften Lebensjahr lebte Maizani im Stadtviertel Palermo von Buenos Aires. Da sie anscheinend gesundheitliche Probleme hatte und ihre Eltern sehr arm waren, wurde sie von einigen Familienmitgliedern auf die Insel Martín García gebracht. Auf dieser Insel in der Mitte des Río de la Plata, auf halbem Weg zwischen Argentinien und Uruguay, schloss sie die Mittelschule ab und kehrte mit 17 Jahren nach Buenos Aires zurück, wo sie als Näherin in einer Hemdenfabrik und in einem Modehaus zu arbeiten begann. Sie sang gerne, und laut Canaro ging sie eines Abends ins Pigall, wo er auftrat, und überzeugte ihn, sie zwei Tangos öffentlich mit seinem Orchester singen zu lassen. Auch wenn das noch nicht den großen Durchbruch für sei bedeutete, bestärkte sie dies, eine künstlerische Karriere anzustreben. Erste Schritte in diese Richtung machte sie 1922 als Chormädchen im Ensemble der Brüder César und Pepe Ratti, die das Stück El bailarín del cabaret (auf Deutsch: Der Kabaretttänzer) im Teatro Apolo mit dem Sänger Ignacio Corsini in der Hauptrolle aufführten.

## Gesangskarriere

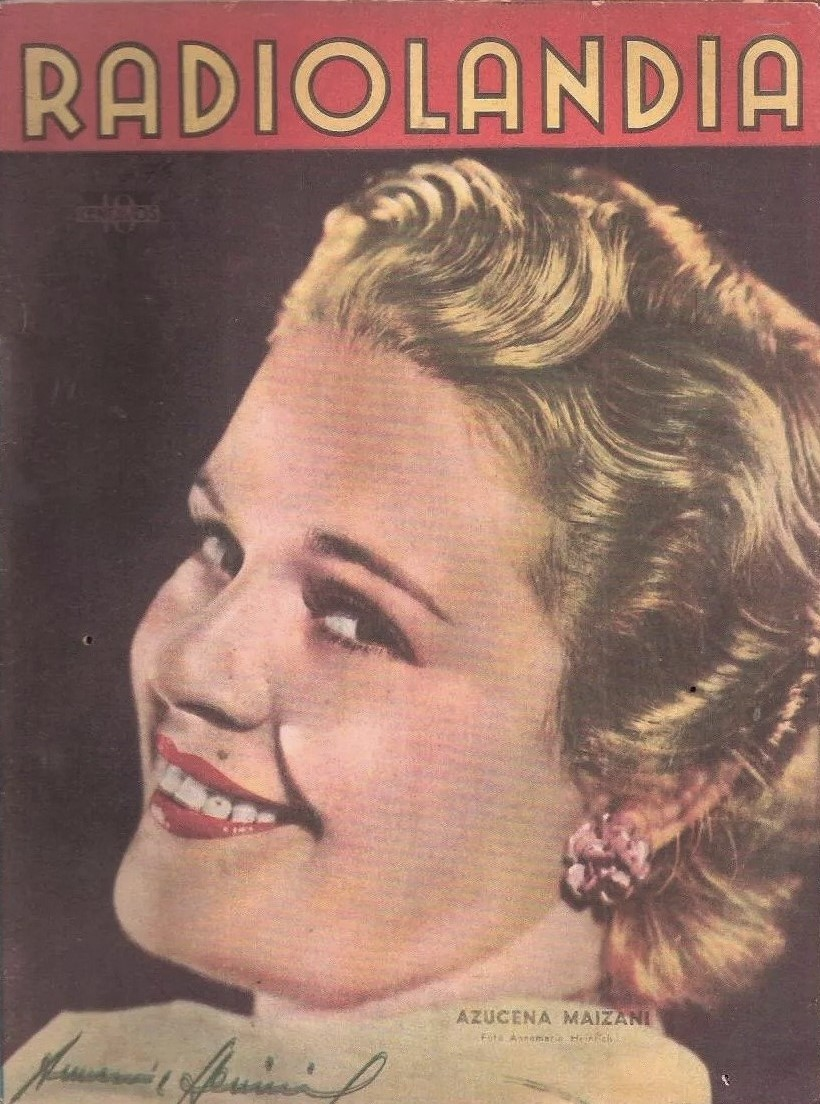
(1941)

Auf einer Familienfeier, zu der sie mit Delia Rodríguez ging, die zu diesem Zeitpunkt eine bekannte Sängerin war, traf sie Enrique Delfino, der alle begleitete, die am Klavier singen wollten. Maizani sang und hinterließ bei ihm einen solchen Eindruck, dass der Pianist sie dem Theaterunternehmer Pascual Carcavallo vorstellte, der sie engagierte. Am 27. Juli 1923 debütierte sie im Nationaltheater mit dem pantomimischen Sketch A mí no me hablen de penas (Erzählen Sie mir nicht von Ihren Problemen) von Alberto Vacarezza. Sie sang darin den Tango Padre nuestro (Unser Vater), den Delfino und Vacarezza eigens für sie komponiert hatten, begleitet vom Orchester Salvador Merino. Ihr Auftritt hatte solchen Erfolg, dass sie fünf weitere Aufführungen zeigte.
Sie setzte ihre Theaterlaufbahn fort und begann gleichzeitig, für den Rundfunk zu arbeiten und Schallplatten aufzunehmen. Ihre wachsende Popularität lässt sich daran messen, dass sie für ihr Theaterdebüt 200 Pesos im Monat verdiente, denselben Betrag jedoch nun für jede Radioaufnahme erhielt. Im Sommer schloss sie sich mit dem Stück Ma-chi-fu von César Bourell dem Ensemble der Brüder Leopoldo y Tomás Simari im Teatro Smart Palace an der Avenida Corrientes an, und 1924 arbeitete sie zusammen mit Florencio Parravicini an Cristóbal Colón en la Facultad de Medicina (Christoph Kolumbus in der Medizinischen Fakultät), der für seine Improvisationen („morcillas“ (Blutwurst) im damaligen Theaterjargon) berühmt war, die er bei jeder Aufführung einführte und variierte. In dieser Saison gab Maizani ihr Debüt mit Stücken von José Bohr, Pero hay una melena und Cascabel cascabelito, und begann mit dem Orchester Francisco Canaro Aufnahmen zu produzieren.
1925 arbeitete sie im Theater San Martín iunter der Leitung von Héctor und Camila Quiroga und brachte zwei Tangos zur Uraufführung, die später sehr populär wurden: Silbando (Pfeifen) und Organito de la tarde (Kleine Orgel am Nachmittag). Sie setzte ihre Karriere 1926 im selben Theater mit Elías Alippi und im ebenfalls an der Avenida Corrientes gelegenen Hipodrome-Theater fort. Im Jahr 1927 trat sie im Porteño-Theater auf, und ihre Auftritte mit den Stücken Pato (Ente), Amigazo (Kumpel) und Esta noche me emborracho (Heute Abend betrinke ich mich) waren regelrechte Hits. Der Tangodichter Celedonio Flores widmete ihr ein Gedicht, in dem er sie als „die größte Tanguera, die Gott geschaffen hat“, bezeichnete.
1928 wurde sie von Radio Prieto, einem wichtigen Radiosender in Buenos Aires, engagiert. Diese Spielzeit verbrachte sie im Maipo-Theater. Im darauffolgenden Jahr trat sie in Montevideo auf und gab ihr Filmdebüt als Schauspielerin in dem Stummfilm La modelo de la calle Florida (Das Modell Florida-Straße) unter der Regie von Julio Irigoyen.

### Tournee durch Spanien und Portugal

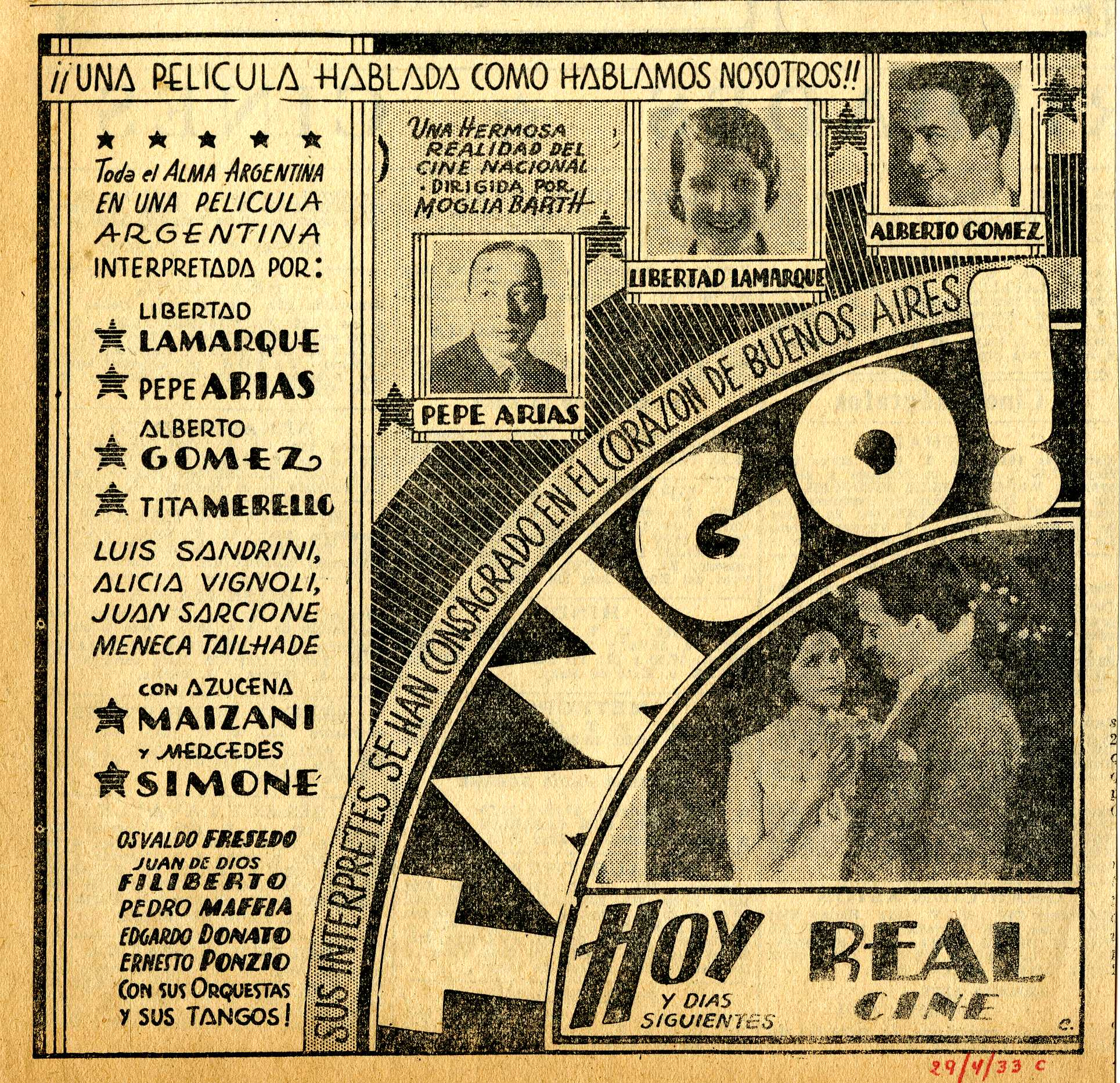
(1933)

Maizani tourte 1931 mit dem Violinisten Roberto Zerrillo durch Argentinien und gründete mit ihm die Compañía Argentina de Arte Menor, die unter der künstlerischen Leitung von Mario J. Bellini nach Spanien reiste und am 11. September im Alcázar de Madrid debütierte. Theater. Das Ensemble trat in Alicante, Barcelona, Bilbao, Burgos, Santiago de Compostela, Teruel und Valladolid auf, Santander (Kantabrien), San Sebastián, Huesca, Gijón, Zamora, Valencia, Palma de Mallorca und Saragossa. Am 14. April 1932 begann eine Tournee durch Portugal, die im Lissabonner Theater María Victoria begann. Die Tournee setzte sich dann in Porto, Braga und Coímbra fort. Sie traten in der Folge auch in Biarritz in Frankreich auf.

### Zurück in Buenos Aires

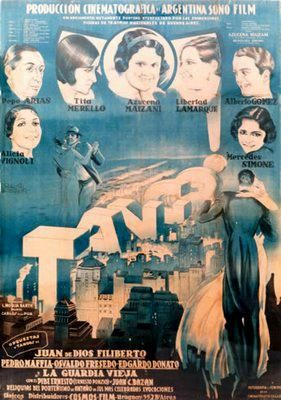
Filmplakat ¡Tango! (1933)

Nach ihrer Rückkehr nach Buenos Aires Ende des Jahres 1932 musste Maizani feststellen, dass während ihrer zweijährigen Abwesenheit sich eine erhebliche Konkurrenz durch neue Tangosängerinnen etabliert hatte, in vielen Fällen durch Talentwettbewerbe bekannt geworden, die von Radiosendern organisiert wurden. Zu ihnen gehörten: Libertad Lamarque, Ada Falcón, Adhelma Falcón, Tania, Mercedes Simone und Dorita Davis. Sie erlangte jedoch schnell ihre Popularität zurück und spielte in Tango (1933) mit, dem ersten argentinischen Tonfilm. Maizani sang nicht direkt, aber man hörte sie La canción de Buenos Aires singen, während der Vorspann mit einem Bild ihres Gesichtes unterlegt war. Abgesehen davon gibt es eine Szene, in der sie im Anzug Milonga sentimental singt.
Im Jahr 1935 trat sie in dem Film Monte criollo auf, in welchem sie in einem Kabarett auf der Bühne zu sehen war. Sie sang dort den von Francisco Pracánico komponierten Tango del mismo nombre, mit einem Text von Homero Manzi. Regie führte Arturo S. Mom, weiterhin spielten Nedda Francy und Francisco Petrone mit.
1937 unternahm Maizani eine ausgedehnte Tournee durch die Vereinigten Staaten, die Mexiko und New York einschloss. In New York spielte sie in Radiostücken mit, nahm Alben auf und spielte eine Nebenrolle in dem Film Di que me quieres, unter der Regie von William Rowland, in dem eine ausgewählte Gruppe von Tänzerinnen und lateinamerikanischen Sängern auftrat. 1940 folgte der Film Nativa, wiederum mit Gesang und einer Schauspielrolle ohne größeren Tiefgang.

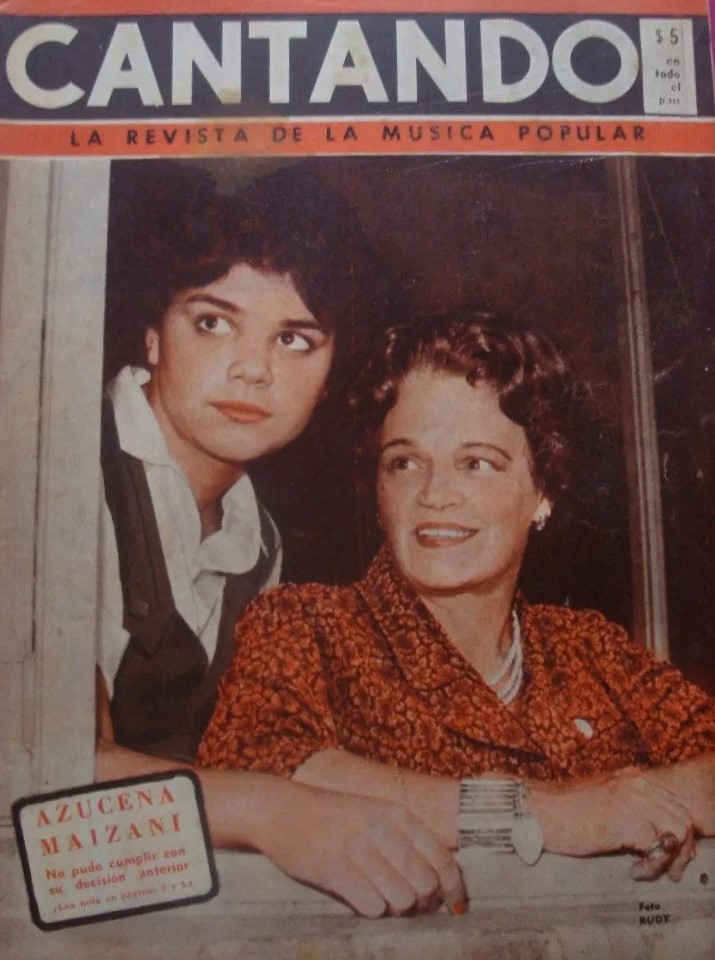
Titelblatt der Zeitschrift Cantando Nr. 158 (1960)

In den 1940er Jahren war sie weniger in der Öffentlichkeit präsent. Sie machte jedoch einige Schallplattenaufnahmen, trat bei Benefiz-Konzerten für die Opfer des Erdbebens von San Juan im Jahr 1944 auf, war im Radio Argentina zu hören und absolvierte eine Tournee durch Chile, Peru, Ecuador und Kolumbien. Der Höhepunkt ihrer Bekanntheit war zu diesem Zeitpunkt jedoch bereits überschritten. Zusammen mit Ivo Pelay trat sie im berühmten uruguayischen Theater 18 de Julio in Montevideo und im Theater El Nacional in Buenos Aires auf.
Maizani spielte in Cafés und ging 1961 für Schallplattenaufnahmen nach Brasilien. Im November 1962 wurde sie auf Initiative von Dorita Davis zu einem Fest im Astraltheater eingeladen, bei dem sie vor einer Menge sang, die enthusiastisch applaudierte. In den folgenden Jahren war sie weiter als Sängerin aktiv, jedoch wenig beachtet, bis kurz vor ihrem Tod im Jahr 1970. Sie starb, von der Öffentlichkeit fast vergessen, nachdem sie eine halbseitige Lähmung erlitten hatte. Der spätere Papst Franziskus, nach eigenem Bekunden ein großer Tangofan, erteilte ihr die letzte Ölung, da er zu dem Zeitpunkt ihr Nachbar war.

## Privatleben
1928 heiratete Azucena Maizani Juan Scarpino, aber das Paar trennte sich kurz nach dem Tod ihres einzigen Sohnes. Im folgenden Jahr lebte sie mit dem Violinisten Roberto Zerrillo zusammen, der sie auf Tourneen begleitete. Später hatte Maizani eine Beziehung mit Rodolfo José María Caffaro, der seine Karriere als Sänger unter dem Pseudonym Ricardo Colombres begann. Sie fand jedoch heraus, dass er sie betrog. 1936 beging er Selbstmord.

## Werk

### Kompositionen
Azucena Maizani hat kein besonders umfangreiches kompositorisches Schaffen vorzuweisen, jedoch einige erfolgreiche Tangos geschrieben. Ihr erstes Stück war 1924 der Tango Volvé Negro. Als ihr berühmtestes Werk gilt Pero yo sé im Jahr 1928, der von zahlreichen anderen Interpreten aufgenommen wurde, wobei die Version von Ángel Vargas mit dem Orchester von Ángel D’Agostino besonders hervorzuheben ist. Sie komponierte auch, in Zusammenarbeit mit Oreste Cúfaro und Manuel Romero, den Tango La canción de Buenos Aires, welcher von Carlos Gardel, mit dem sie befreundet war, interpretiert und aufgenommen wurde.
Weitere Werke sind der Walzer Pensando en ti mit Texten von Celedonio Flores; Decí que sí, eine berühmt gewordene Ranchera, die sie zusammen mit Cúfaro und Alberto Pidemunt schrieb; die Milongas Adonde están los varones; Por qué se fue? Dejáme entrar, hermano; En esta soledad sowie die Rancheras Remigio und Lejos de mi tierra.

### Schallplattenaufnahmen
Von 1923 bis 1926 nahm Azucena mit dem Orchester Francisco Canaro auf, mit Enrique Pedro Delfino am Klavier und Manual Parada an der Gitarre, in beiden Fällen für das Label Orión. Von 1929 bis 1931 war sie beim Label Brunswick unter Vertrag, begleitet von Roberto Zerrillo, dem Pianisten Oreste Cúfaro und Manual Parada, mit Gastauftritten des Violinisten Antonio Rodio. Azucena Maizani sang als Erstinterpretin den Tango Malena von Homero Manzi und Lucio Demare in einer Schallplattenaufnahme, und 1942 folgte Ninguna (Text von Homero Manzi und Musik von Raúl Fernandez Siro). Insgesamt ist Azucena Maizani in über 270 Schallplattenaufnahmen zu hören.

## Filmografie
- 1933: ¡Tango!
- 1935: Monte Criollo
- 1939: Nativa
- 1939: Di que me quieres
- 1947: Buenos Aires Canta

## Weiterführende Literatur
- Dieter Reichardt: Tango. Verweigerung und Trauer. 10. Aufl. Frankfurt am Main, Suhrkamp 1984, ISBN 978-3-518-37587-7, S. 109–132.
- Matthew B. Karush: Culture of Class: Radio and Cinema in the Making of a Divided Argentina, 1920–1946. Durham, Duke University Press 2012, ISBN 978-0-8223-5243-3.

## Weiterführende Links
- Azucena Maizani bei IMDb
- Azucena Maizani bei Discogs